# Канадско-монгольские отношения
Канадско-монгольские отношения — двусторонние дипломатические отношения между Канадой и Монголией, установленные 30 ноября 1973 года. В 2010 году двусторонний товарооборот между Канадой и Монголией составил 163,9 млн долларов.

## История
Дипломатические отношения были установлены 30 ноября 1973 года.

## Экономические отношения
В 2005 году двусторонний товарооборот между Канадой и Монголией составил 139,4 млн долларов. В 2010 году двусторонний товарооборот между Канадой и Монголией составил 163,9 млн долларов. Экспорт Монголии в Канаду в 2005 году составил 122,1 млн долларов. В 2010 году экспорт Монголии в Канаду составил 141,6 млн долларов. В 2005 году импорт Монголии из Канады составил 17,3 млн долларов. В 2010 году импорт Монголии из Канады составил 22,3 млн долларов.

## Послы Канады в Монголии
- С. Шуфани (по состоянию на сентябрь 2024 года)[5].

## Послы Монголии в Канаде
- Э. Сарантогос (по состоянию на 2023 год)[6].